# 海梅·马约尔·奥雷哈
海梅·马约尔·奥雷哈（西班牙語：Jaime Mayor Oreja，1951年6月12日—），男，圣塞瓦斯蒂安人，西班牙保守派人民党政治人物。前内政部长。

## 生平
1951年6月12日生于圣塞瓦斯蒂安。巴斯克族。在教会学校读书。1977年加入民主中間聯盟。1979年4月当选吉普斯夸选区众议院议员。曾参与《巴斯克自治条例》起草工作。1979年至1980年担任巴斯克自治政府旅游部长。1982年至1983年担任巴斯克自治区代表团主席。1983年民主中間聯盟解散后加入人民联盟。1984年成为巴斯克自治区政府主席候选人，但未能当选。1989年人民联盟改称人民党后，担任巴斯克人民党主席。1990年开始担任巴斯克人民党在巴斯克自治区议会发言人。1996年当选众议院议员，并在阿斯纳尔内阁中出任内政大臣。任期内致力于打击地区分离主义恐怖组织埃塔。2001年辞任后，重返巴斯克政坛，再度当选巴斯克地区议会议员。2004年当选为欧洲议会议员，负责环境议题。2014年5月离任。
2010年，马约尔·奥雷哈评论加泰罗尼亚地区议会通过的“斗牛禁令”是“民族主义分子的攻势、挑衅和报复”。